# Sparrenhalter
Sparrenhalter oder Dachsparrenhalter ist die Bezeichnung für Beschläge, die entweder als Sparrenfuß den Dachsparren auf der Deckenkonstruktion fixieren oder als Sparrenhalterung verschiedene Objekte am Sparren selber befestigen.
Die Verbindung zwischen Sparren und Deckenbalken kann bei gleicher Balkenstärke alternativ auch durch beidseitig angebrachte Loch- oder Nagelbleche hergestellt werden.
Sparrenhalter bestehen heute meist aus feuerverzinktem oder seltener aus rostfreiem Stahl. Früher wurden im Dachbereich auch Beschläge aus unbehandeltem Stahl eingesetzt.

## Sparrenfuß
Sparrenhalter oder Sparrenfüße sind Holzverbinder, die im Sparrendach eingesetzt werden, um den Sparrenfuß mit dem Dachbalken (obersten Deckenbalken) oder der Betondecke zu verbinden.
Sie bestehen in der Regel aus gelochten Blechen, die an drei Seiten eines Keils aus Stahlblech angeordnet sind, auf dem der Fuß des Sparrens sich abstützt. Die Lochbleche ermöglichen die Befestigung auf der Unterkonstruktion sowie am Sparren durch Nageln oder Schrauben. Sparrenhalter ersetzen traditionelle Formen der Holzverbindung durch Versatz, Verbolzung, Nagelung mit Zimmermannsnagel und gegebenenfalls der Verwendung einer Zange (zwei parallel laufende Bohlen, die rechts und links eines Sparrenpaar verlaufen, um die Zugkräfte aufzunehmen).

### Auskragungen
Sparrendach: Stützt sich der Sparren am Sparrenfuß lediglich ab, läuft aber verjüngt und ähnlich einem Kragsparren weiter bis zur Traufe durch, lassen sich ebenso weit ausladende Dachüberstände wie beim Pfettendach ohne Aufschieblinge und den charakteristischen Knick in der Dachdeckung ausbilden.
Bei Pfettendächern und kleineren Sparrendächern können anstelle von Sparrenfüßen die leichteren Sparrenpfettenanker eingesetzt werden, die links und/oder rechts vom Überkreuzungspunkt mit Pfette oder Mauerlatte angenagelt oder -geschraubt werden.

## Sparrenhalterung
Sparrenhalter im Sinne von Sparrenhalterung dienen als Verbindungselemente zum Befestigen von verschiedenen Gegenständen an den Sparren einer Dachkonstruktion.
Die meisten Sparrenhalter tragen Objekte, die sich über der Dachhaut befinden, wie etwa Antennenmasten, Solarmodule, Schneefangroste oder Trittstufen zur Begehung des Daches.
Sofern die Belastung des Sparrenhalters überwiegend nur durch das Gewicht des gehaltenen Objekts geschieht, werden häufig Befestigungselemente aus Bandstahl eingesetzt, die zwischen zwei Dachziegeln eingelegt der Dachneigung folgen und nur am oberen Ende (d. h. oberhalb des unteren Dachziegels) mit dem Sparren verbunden werden. Die Verbindung mit dem zu tragenden Gegenstand wird am unteren Ende des Bandstahls hergestellt, so dass sich ein bedeutender Teil des Gewichts auf dem Dachziegel selber abstützt.

### Dachsparrenmasthalter
Muss die Sparrenhalterung auch Biegemomente an den Sparren übertragen, wie es etwa bei (einzelnen) Masten zur Befestigung von Antennen oder elektrischen Leitungen der Fall ist, so ist in der Regel eine direkte senkrechte Verbindung zum Sparrenhalter nötig, welche die Dachhaut durchstößt. Üblicherweise wird dann ein Dachziegel durch ein ungefähr gleich großes Formstück ersetzt, auf dem sich ein Kegel mit einer mittigen Öffnung befindet, durch die der Mast geführt werden kann.
Um den Mast genau unter der Öffnung des Formstücks positionieren zu können, wird häufig zunächst eine horizontal (parallel zu den Dachlatten) verlaufende Metallschiene montiert, an welcher der Mast in einem gewissen Bereich und einstellbarem Neigungswinkel befestigt werden kann.
Der Mast hat in der Regel einen Durchmesser von 40 bis 60 mm und eine Höhe von 90 bis 130 cm.
Das Formstück kann entweder aus Blei- oder Zinkblech gebogen und verlötet werden oder es kommen spezielle Dachziegel zum Einsatz, die auch als Aluminium oder Kunststoff bestehen können.
Damit kein Regenwasser in das Dach läuft, erhält das Mastrohr oben eine Mastkappe und der Spalt zwischen Mast und Öffnung des Formstücks wird durch eine Dichtungstülle verschlossen oder durch eine Schürze überdeckt.
Es ist darauf zu achten, die Koaxialkabel so zu verlegen oder abzudichten, dass kein Wasser an ihnen entlang ins Innere des Gebäudes rinnen kann.

### Schornsteinhalter
Moderne, leichte Schornsteinkonstruktionen bestehen nicht mehr aus (zumindest geschossweise) selbsttragendem Mauerwerk, sondern müssen sich in jeder Etage an Decken- oder Dachkonstruktion abstützen.
Unterhalb der Dachhaut werden Sparrenhalter eingesetzt, um die Lage des Schornsteins zwischen den Sparren zu fixieren.